# 石断河村
石断河村，中华人民共和国河南省卢氏县徐家湾乡所辖的一个行政村。该村位于该乡东南部，距乡驻地3.5公里，与磨沟口、官坡、丰太村相邻。全村235户、899人，分为15个居民组。耕地面积642亩。  行政区划代码411224208202。